# Ribera Alta/Erriberagoitia
Ribera Alta/Erriberagoitia község Spanyolországban, Arabában. Lakosainak száma 845 fő (2024).

## Földrajza
Ribera Alta/Erriberagoitia Condado de Treviño, Ribera Baja/Erribera Beitia, Lantaron, Añana, Valdegovía/Gaubea, Kuartango, Iruña de Oca/Iruña Oka és La Puebla de Arganzón községekkel határos.

## Népesség
A település lakosságának változását az alábbi diagram mutatja:
| Lakosok száma | 538  | 580  | 602  | 728  | 781  | 751  | 745  | 785  | 826  | 845  |
|               | 2001 | 2004 | 2006 | 2009 | 2011 | 2014 | 2016 | 2019 | 2021 | 2024 |